# Las Insólitas Imágenes de Aurora
Las Insolitas Imágenes de Aurora fue una banda de rock mexicana surgida en 1984, fundada por Carlos Marcovich (Hermano de Alejandro Marcovich). Integrada por Saúl Hernández en el bajo y la voz, Alejandro Marcovich en la guitarra y Alfonso André en la batería. Tras su disolución en 1986 Saúl y Alfonso integraron Caifanes, tres años después Alejandro también se uniría a este grupo, por lo que Las Insólitas es considerada la banda predecesora de Caifanes.

## Historia
En 1984 el entonces estudiante de cine, Carlos Marcovich, necesitaba recaudar fondos para realizar su tesis y obtener la titulación. Para ello, al futuro cineasta se le ocurrió organizar una fiesta en la cual tocara un grupo y así poder cobrar la entrada. El grupo no debía ser conocido, pues le cobraría por tocar en la fiesta, por lo tanto requirió de la ayuda de su hermano Alejandro para que armara y organizara la banda.
Alejandro se dio a la tarea de encontrar músicos. Ya conocía a Saúl Hernández, quien tocaba en un grupo llamado Frac al lado de Leoncio Lara (más conocido como "Bon" de Los Enemigos del Silencio), así que acudió a una de sus presentaciones, le planteó la situación y lo invitó a unirse al proyecto, aunque inicialmente Saúl no aceptó.
A sugerencia de Carlos, Alejandro también contactó a Alfonso André un baterista amigo de su hermano quien inmediatamente aceptó participar. Alejandro y Alfonso comenzaron a ensayar en casa de este último, finalmente, dos días antes de la fiesta Saúl también aceptó. El grupo quedó finalmente conformado de esta manera: Alejandro Marcovich en la guitarra, Alfonso André en la batería y Saúl Hernández en el bajo y voz.
Sobre los inicios, cuenta Alejandro Marcovich:

«Las Insólitas» se formó involuntariamente yo tocaba en un grupo llamado Leviatán y Saúl tenía un grupo que se llamaba Frac con Leoncio (de Bon y los enemigos del silencio). Nos conocíamos, a mí me parecía chistoso cómo cantaba él, casi no conocía su trabajo. Mi grupo tronó y el de él continuaba; y cuando mi hermano estaba estudiando cine, le dejaron hacer un cortometraje, por lo que para conseguir dinero, hizo una fiesta. Necesitaba un grupo que jalara gente, pero al mismo tiempo, no podía ser uno conocido que le cobrara mucho. Entonces me propuso que armara algo para la ocasión. Carlos, mi hermano, conocía a Alfonso y me dio su teléfono para que le hablara e hiciéramos algo. También me sugirió que le hablara a Saúl. Alfonso respondió inmediatamente. Saúl lo dudó un poco y dos días antes de la tocada, dijo que sí. Ensayamos 12 horas cada día y montamos un repertorio para la fiesta: algunos “covers” absurdos como el cha cha cha de ‘Los Marcianos’ más canciones de Saúl y canciones mías. No teníamos intención de nada, ni formar un grupo, sólo queríamos sacar la tocada y adiós. Pero por lo mismo, lo único que nos importó, fue desfogarnos y divertirnos.

Días después del recital, Alejandro contactó de nuevo a Alfonso y a Saúl preguntándoles si querían continuar con el grupo, de nueva cuenta Alfonso aceptó de inmediato y Saúl aunque al principio se negó, lo pensó unos días y aceptó. El grupo duró de 1984 a 1986 y tomaron su nombre, Las Insólitas Imágenes de Aurora, del título de un cuento escrito por Saúl Hernández: 
Bueno,  "Las "Insólitas Imágenes de Aurora" es un cuento que escribí. Un cuento que habla de un chico que va caminando por Insurgentes y derrepente le entra un flash. Cuando despierta está en un mundo surrealista donde los bosques tienen las hojas de mercurio y hay Faunos, bueno una locura. Él está perdido, no entiende si murió. No entiende pero siente. Entonces se da cuenta que no está muerto pero está en otra dimensión; el caso es que se acerca un Fauno y le pregunta "¿qué hago aquí?" Y el Fauno le dice: "Tal vez tú no lo sabes, pero eres una imagen insólita de Aurora. Aurora te raptó y ahora estás dentro de su mundo.”
Cuando conozco Alejandro Marcovich y Alfonso André estábamos buscando un nombre para ese trío y a mi siempre se me ha ocurrido poner nombres muy extraños y en ese momento ofrecí el título del cuento y así se quedó".
La banda atravesó por muchos inconvenientes; era una época en donde no había espacios suficientes para hacer Rock, y si los había, habría que hacerlo de forma clandestina. El dinero se volvía insuficiente para adquirir equipo e instrumentos. Incluso, los tres miembros de Las Insólitas se aventuraron a tocar en playback para artistas como Miguel Bosé, Fresas con Crema, Alaska y Dinarama y (quizás del que más se recuerda) Laureano Brizuela, con quien los tres trabajaron un tiempo.
De esta aventura musical y «esquizopsicodélica» (como lo llamara Saúl) surgieron dos demos: uno en vivo grabado gracias a la colaboración de Marcelo Arámburu, y Jaime 'El Oso' Pavón, en donde se pueden encontrar los temas La vieja, Hasta morir, El safari, Bienvenidos y Pero nunca me oye, otro grabado en los Estudios Acento, con varios de esos temas y dos videos que realizaron para el Canal Once de las canciones Rosa y El safari. La música de estos 2 videos son de la grabación de un demo de 6 canciones producido por Marc Rodamilans en su propio estudio E-Logic Sound que más tarde se llamaria La Cocina. Las canciones son El safari, Rosa, Claudia, El guerrero, Sobreviviendo y Sin el viento. Aparte de El safari y Claudia que aparecen en los videos, nunca se ha editado el demás material.
En 1986 se unieron los músicos Armando Martín en las percusiones, Alejandro Giacomán en los teclados, Federico Fong en el bajo y Alberto Delgado en el saxofón. Para esta última etapa Saúl cambia el bajo por la guitarra. Además, aquí se tiene el primer registro de los roces entre Hernández y Marcovich, lo que provocó la desintegración de Las Insólitas, sin saber que se repetiría la misma historia años después en Caifanes.
Tras la disolución Saúl formó un nuevo grupo llamado Caifanes, junto a Diego Herrera y Sabo Romo. Alfonso se incorporó temporalmente a Bon y los enemigos del silencio pero finalmente se unió a Caifanes a partir del tercer recital. Alejandro formó parte de la banda que acompañaba a Laureano Brizuela y unos años más tarde, en 1989, se volvería a juntar con Saúl y Alfonso, quienes ahora como Caifanes estaban a punto de lanzar su segundo álbum.

## Integrantes
- Saúl Hernández (voz, bajo y más tarde guitarra)
- Alfonso André (batería)
- Alejandro Marcovich (guitarra)

## Músicos invitados
- Federico Fong (bajo)
- Aleks Syntek (teclados)

## Discografía
- Las Insolitas Imágenes de Aurora (repertorio de demos grabados en mayo de 1986, parcialmente en Rockotitlán).

- Reza el rosario (no oficial)